# Monosjön

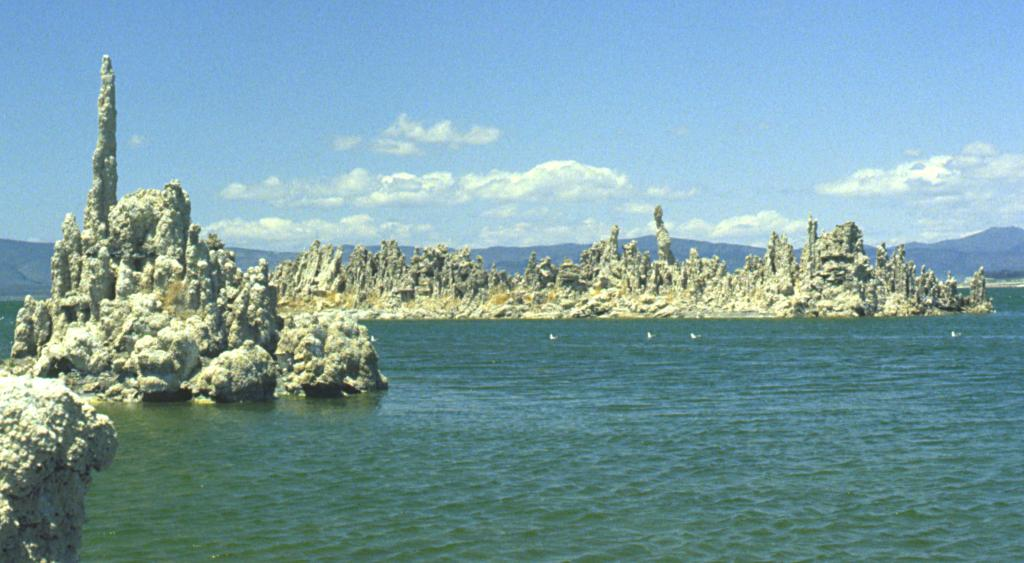
Kalktuffpelare i Monosjön.

Monosjön är en avloppslös saltsjö i Sierra Nevada, Kalifornien, nära gränsen till Nevada.
Sjön är belägen 1 958 meter över havet, har en yta på 225 kvadratkilometer och ett största djup av 46 meter. Under istiden låg Monosjöns högsta strandlinje 204 meter över den nuvarande, och hade då en yta på 820 kvadratkilometer.